# スウプスク
スウプスク（Słupsk ([swupsk] ( 音声ファイル); カシューブ語: Stôłpsk IPA: [stɞwpsk]; ドイツ語: Stolp, Stolp in Pommern, Stolpe）は、ポーランドの都市。ポモージェ県に属する。ドイツ語ではシュトルプ（Stolp）と称される。人口は約8万9千人（2021年）。
バルト海に隣接している。観光業と製造業が盛ん。近隣の都市としては、約100キロ東のグダンスクが挙げられる。

## 歴史
かつてはスラヴ人の集落があったと考えられている。10世紀終盤よりポーランド王国によって都市が建設され、ポメラニア地方の最重要都市であった。13世紀よりスラヴ系地方領主のグリフィン家が支配し、一時はソビエスワフ家の領有する時期もあった。1265年（一説には1310年）に都市権が与えられた。1410年にはポーランド王国の領有を確認した。その後グリフィン家はブランデンブルク辺境伯に臣従した。16世紀には宗教改革の波が押し寄せ、ポーランドよりルター派のパヴェウ・ブントフスキ牧師が派遣された。1637年にグリフィン家が断絶するとブランデンブルク辺境伯が直接支配し、のちブランデンブルク＝プロイセンとスウェーデンによって分割領有された。のちヴェストファーレン条約とシュテッティン条約でブランデンブルク＝プロイセンによる単独領有となった。住民はポーランド語の方言であるカシューブ語を話すカシューブ人であったが、このころから彼らの言語に対する迫害が始まり、ドイツ語の使用が幅広く強制されるようになった。1769年にはプロイセン王国の陸軍士官学校が設置され、ポーランド語（カシューブ語）の排斥が進んだ。ナポレオン戦争のときはフランスと同盟していたポーランド軍が1807年から1815年まで占領した。ドイツが統一されるとドイツ帝国の領土となり、工業化によってドイツ本土からより多くのドイツ人が送り込まれ街のドイツ化が進んだ。第一次世界大戦後、旧プロイセン領の一部はポーランド領となったが、スウプスクは引き続きドイツ領とされた。1926年より市内でナチス党の活動が盛んになった。1933年のドイツ総選挙では街の有権者の49.1%がヒトラー率いるナチス党に投票した。ユダヤ系住民への迫害が始まり、1938年には市内のシナゴーグが焼き討ちされた（水晶の夜）。第二次世界大戦では幼い子を含むポーランド系（カシューブ系）住民の多くがドイツ人によって虐殺された。1945年にソ連軍がこの街を占領すると市街地に火を放ってこれを破壊した。その後、この地はポーランドへと割譲された。また、駐留するソ連軍はこの際ドイツ系住民を西方へ追放した。共産党政権時代の当初は旧シュチェチン県に属し、その後旧コシャリン県に移管された。のちスウプスク県の県都となった。この時代スウプスクはポメラニア地方の文化活動の中心で、特に演劇や人形劇が盛んだった。
1989年にポーランドが民主化すると、市街地の復元が開始され、残された資料を基にポーランド市民の手で戦前の市街地が正確に再現された。現在は美しい市街地をもつ海辺の観光地として広く知られている。1999年の地方行政改革によりスウプスク県が廃止され、シュチェチンを県都とする西ポモージェ県とグダンスクを県都とするポモージェ県へと分割編入された。スウプスクはポモージェ県へ編入された。
2014年、ゲイであることを公言したロバート・ビードロン（Robert Biedroń）が市長に就任した。